# Telemar/Rio de Janeiro
O Telemar/Rio de Janeiro foi uma equipe masculina de basquetebol brasileira, com sede na cidade do Rio de Janeiro. Teve Oscar Schmidt como dirigente.

## História
A equipe, fundada em 2004, era na verdade um clube-empresa e possuía como razão social o nome 14 Eventos Ltda, empresa criada por Oscar Schmidt, e que contava com o apoio da Prefeitura do Rio de Janeiro e o patrocínio master da empresa de telefonia Telemar, tendo o nome fantasia de Telemar/Rio de Janeiro. Logo na sua primeira participação no Campeonato Carioca, o time sagrou-se campeão invicto. Na série decisiva, derrotou o Automóvel Clube, de Campos, por 3 a 0. Com o título estadual o Telemar/Rio conquistou uma vaga para o Campeonato Nacional de 2005. O time fez uma campanha consistente no certame brasileiro e ficou com a taça ao suplantar o Unitri/Uberlândia na série final por 3 a 1. Ainda em 2005, o Telemar chegou novamente à decisão do Carioca, porém desta vez foi superado pelo Flamengo por 2 a 1 no playoff final.
Em 2006, participou da Nossa Liga de Basquetebol, liga independente criada por Oscar, e do Nacional de 2006, após ação na justiça contra a CBB. Após o Nacional, o projeto perdeu o patrocínio da Telemar. Por disputas políticas a equipe acabou impedida de participar da Liga Sul-Americana de Basquete. Por conta disso, entre outros motivos, a empresa patrocinadora decidiu encerrar o patrocínio e o time foi extinto.
Para que a cidade do Rio de Janeiro não ficasse sem time e para fomentar o esporte nas Vilas Olímpicas e escolas municipais, a prefeitura e Oscar criaram um novo time que nada tinha a ver com o Telemar/Rio: o Rio de Janeiro/Pan 2007 Basquete.

## Títulos
| Nacionais      | Nacionais             | Nacionais | Nacionais |
|                | Competição            | Títulos   | Temporada |
| -------------- | --------------------- | --------- | --------- |
| Brasil         | Campeonato Brasileiro | 1         | 2005      |
| Estaduais      |                       |           |           |
|                | Competição            | Títulos   | Temporada |
| Rio de Janeiro | Campeonato Carioca    | 1         | 2004      |
| Rio de Janeiro | Torneio Rio-Open      | 1         | 2005      |

### Outros torneios
- Torneio Internacional JK: 2004
- Desafio Telemar de Basquete: 2004

## Campanhas de destaque
- Vice-campeão do Campeonato Carioca: 2005.